# 1559年
| 千纪： | 2千纪 |
| 世纪： | 15世纪 \| 16世纪 \| 17世纪                                                                                 |
| 年代： | 1520年代 \| 1530年代 \| 1540年代 \| 1550年代 \| 1560年代 \| 1570年代 \| 1580年代                           |
| 年份： | 1554年 \| 1555年 \| 1556年 \| 1557年 \| 1558年 \| 1559年 \| 1560年 \| 1561年 \| 1562年 \| 1563年 \| 1564年 |
| 纪年： | 己未年（羊年）；明嘉靖三十八年；张琏造历元年；越南莫朝光宝五年，后黎朝正治二年；日本永祿二年               |

## 大事记
- 1月15日——伊丽莎白一世加冕为女王。
- 4月2日——法國國王亨利二世與英國國王伊莉莎白一世簽署《卡托-康布雷齊和約》，法蘭西王國保住1558年加來圍城戰奪取的加來。
- 4月3日——法國國王亨利二世與西班牙國王腓力二世簽署《卡托-康布雷齊和約》，法蘭西王國放棄了對義大利的領土要求，歸還薩伏依和皮埃蒙特給西班牙的盟友伊曼紐爾·菲利貝托，並把科西嘉還給熱那亞，確立哈布斯堡王朝在歐洲的霸權地位，義大利戰爭結束。
- 6月22日——西班牙國王腓力二世與法國國王亨利二世之女瓦盧瓦的伊莉莎白再婚。
- 9月21日——弗朗索瓦二世加冕為法國國王。
- 北條氏康將家督之位讓予北條氏政，隱居於小田原城，但仍掌握家中軍政大權。

## 出生
- 2月21日——努爾哈赤，重新統一女真各部者，後金創立者。（1626年逝世）
- 朱完，59歲，明朝画家（1617年逝世）

## 逝世
- 1月1日——克里斯蒂安三世，丹麥和挪威國王。（1503年出生）
- 1月25日——克里斯蒂安二世，丹麥、挪威和瑞典國王。（1481年出生）
- 7月10日——亨利二世，法國瓦盧瓦王朝國王。（1519年出生）
- 8月8日-楊慎